# Титов (Курская область)
Тито́в — хутор в Рыльском районе Курской области. Входит в состав Козинского сельсовета.

## География
Хутор находится в 138 км западнее Курска, в 35,5 км западнее районного центра — города Рыльск, в 3,5 км от центра сельсовета  — Козино.
Климат
Титов, как и весь район, расположен в поясе умеренно континентального климата с тёплым летом и относительно тёплой зимой (Dfb в классификации Кёппена).

## Население
| 2002 | 2010 |
| ---- | ---- |
| 14   | ↘11  |

## Инфраструктура
Личное подсобное хозяйство. В хуторе 12 домов.

## Транспорт
Титов находится в 2 км от автодороги регионального значения 38К-017 (Курск — Льгов — Рыльск — граница с Украиной), в 0,1 км от автодороги межмуниципального значения 38Н-356 (38К-017 — Локоть), в 0,5 км от ближайшего ж/д остановочного пункта Локоть (линия Хутор-Михайловский — Ворожба).
В 202 км от аэропорта имени В. Г. Шухова (недалеко от Белгорода).